# Richmond Dale
Richmond Dale – jednostka osadnicza w Stanach Zjednoczonych, w stanie Ohio, w hrabstwie Ross.